# Malé mořské jezero
Malé mořské jezero (rusky Малое Морское озеро, Мокачен-Анкаватан) je jezero na severovýchodě Kolymské nížiny v Jakutské republice v Rusku. Má rozlohu 58,5 km².

## Pobřeží
Nedaleko se nachází Velké mořské jezero.